# A. Rafiq
A. Rafiq, né le 5 mars 1946 à Semarang et mort le 19 janvier 2013 à Jakarta, est un chanteur dangdut indonésien.
A Rafiq est  actif dans l'industrie de la musique indonésienne depuis les années 1970. Il  lance son premier single, Pandangan Pertama ("Première vue") en 1978. Le single est un  succès énorme et propulse sa carrière sur la scène indonésienne dangdut des années 1970.  Avec Rhoma Irama et Elvy Sukaesih, Rafiq est un des chanteurs dangdut les plus populaires dans les années 1970. Rafiq est bien connu pour son costume de scène d'inspiration Elvis et de hip-tournoyant mouvements.
Le hit Pengalaman Pertama jouit d'une deuxième popularité en 2002, quand il est repris par l'un des chanteurs les plus populaires en Indonésie, Chrisye dans son  album "Dekade".  En 2007, Pengalaman Pertama est de nouveau repris par le groupe rock populaire "Slank" pour la bande originale du film indonésien "Get Married".

## Discographie
- Pengalaman Pertama
- Milikku
- Pandangan Pertama
- Cantik